# تاهیرو کانگکو
تاهیرو کانگکو (انگلیسی: Tahirou Congacou؛ زاده ۱۹۱۱ – درگذشته ۱۵ ژوئن ۱۹۹۳) سیاست‌مدار اهل بنین بود. وی از ۲۹ نوامبر ۱۹۶۵ تا ۲۲ دسامبر ۱۹۶۵ رئیس‌جمهور این کشور بود.
تاهیرو کانگکو در ۱۵ ژوئن ۱۹۹۳، در سن ۸۲ سالگی درگذشت.